# Polycricus aequatorialis
Polycricus aequatorialis är en mångfotingart som beskrevs av Filippo Silvestri 1897. Polycricus aequatorialis ingår i släktet Polycricus och familjen storjordkrypare. Inga underarter finns listade i Catalogue of Life.